# End of the World (마일리 사이러스의 노래)
〈End of the World〉는 미국의 가수 마일리 사이러스의 노래이다. 2025년 4월 3일, 그녀의 아홉 번째 정규 앨범 《Something Beautiful》(2025)의 리드 싱글로 컬럼비아 레코드를 통해 발매되었다. 밴드 올웨이즈의 알렉 오헨리와 몰리 랭킨이 공동 작곡가로 참여했다.
〈End of the World〉는 불확실성 속에서 온전히 살아가는 주제를 탐구하는 디스코 영향을 받은 팝, 클래식 팝, 댄스 곡이다. 1970년대 스타일의 피아노 코드, 라이브 스트링, 미드템포 비트로 특징 지어진 이 곡은 폴 매카트니와 말리부와 같은 문화 아이콘과 장소를 참조한다. 사이러스가 공동 감독한 레트로에서 영감을 받은 뮤직 비디오와 함께 발매된 이 곡은 그 제작 스타일, 가사 톤, 보컬 퍼포먼스에 대해 호평을 받았다.

## 배경
2025년 3월 31일, 사이러스의 유튜브 채널은 〈Prelude〉의 비주얼 영상을 공개했다. 이 영상은 사이러스와 제이콥 빅스먼, 브렌든 월터가 함께 감독했다. 같은 날, 타이틀곡 〈Something Beautiful〉의 뮤직 비디오도 공개되었다. 뉴욕 타임스퀘어에서는 〈End of the World〉의 발매를 암시하는 광고가 등장했고, 사이러스의 공식 웹사이트에는 티저 영상도 올라왔다. 이 곡은 2025년 4월 3일, 정규 앨범의 리드 싱글로 발매될 예정이다.

## 구성
《슬레이트》 이 곡을 "팝 친화적"이라며 "'70년대 코드의 피아노 코드와 라이브 스트링, 롤러킹한 미드템포 비트"가 특징이라고 설명했다. 《엘르》는 이 곡을 "삶을 최대한 즐기자는 내용을 담은 애니믹한 곡"이라고 평가했다. 《스테레오검》에 따르면, 〈End of the World〉는 "종말을 맞으며 파티를 즐기는 디스코 성향의 찬가"로, "클래식 팝 주제지만 더 이상 다루기 적절한 주제"라고 밝혔다. 곡의 가사는 폴 매카트니처럼 파티를 즐기고 마지막으로 캘리포니아주 말리부로 차를 몰고 가는 내용이 담겨 있다. 《코스모폴리탄》은 이 곡이 "가벼운 프로덕션과 감동적인 가사"를 특징으로 한다고 언급했다.

## 뮤직 비디오
디스코에서 영감을 받은 뮤직 비디오는 사이러스, 제이콥 빅스먼, 브랜든 월터가 감독했다. 비디오에서 사이러스는 초록색 스팽글 드레스를 입고 있다. 《롤링 스톤》은 이 비디오를 "섹시하고 레트로"라고 불렀다. 《하입비스트》는 이 비디오를 "관능적"이라고 묘사했다.

## 비평적 반응
《컨시퀀스》는 이 노래를 "시의적절하다"고 평가했다. 《페이퍼》 매거진은 "사이러스의 평소 스타일보다 조금 더 의도가 느껴지는 매력적인 풍성함이 있다. 이 곡은 이상하고 매력적인 댄스 트랙이며, 사이러스의 목소리가 잘 어울린다"고 말했다. 《애트우드 매거진》은 이 노래가 "현재 순간을 위한 찬가처럼 느껴지며, 쾌락주의, 향수, 그리고 다가오는 불확실성 앞에서의 반항심이 짜릿하게 결합된 곡"이라고 말했다. 《피플》은 이 노래가 "사이러스가 ABBA를 채널링하며 시대를 초월한 매력을 발산한다"고 언급했다. 《뉴욕 타임즈》는 〈End of the World〉를 "호화로운 팝 대서사시"로 묘사했다.

## 차트
| 차트 (2025)                               | 최고 순위 |
| ----------------------------------------- | --------- |
| Argentina Airplay (Monitor Latino)        | 18        |
| 오스트리아 (Ö3 오스트리아 탑 40)          | 34        |
| 벨기에 (울트라탑 50 플랑드르)             | 9         |
| 벨기에 (울트라탑 50 왈로니아)             | 41        |
| 캐나다 (캐나디안 핫 100)                  | 32        |
| CIS Airplay (TopHit)                      | 17        |
| Croatia International Airplay (Top lista) | 5         |
| 체코 (IFPI)                               | 12        |
| Estonia Airplay (TopHit)                  | 36        |
| 독일 (미디어 컨트롤 AG)                   | 60        |
| 빌보드 글로벌 200 (《빌보드》)            | 43        |
| Greece International (IFPI)               | 70        |
| Iceland (Tónlistinn)                      | 32        |
| 아일랜드 (IRMA)                           | 40        |
| Italy Airplay (EarOne)                    | 6         |
| Japan Hot Overseas (Billboard Japan)      | 8         |
| Latvia Airplay (LaIPA)                    | 14        |
| Lithuania Airplay (TopHit)                | 16        |
| 네덜란드 (네덜란드스 탑 40)               | 20        |
| 네덜란드 (싱글 톱 100)                    | 70        |
| New Zealand Hot Singles (RMNZ)            | 3         |
| Norway (VG-lista)                         | 50        |
| Poland (Polish Airplay Top 100)           | 18        |
| Portugal (AFP)                            | 116       |
| Romania Airplay (TopHit)                  | 16        |
| Russia Airplay (TopHit)                   | 39        |
| 14                                        |           |
| Sweden (Sverigetopplistan)                | 59        |
| 스위스 (슈바이처 히트파라데)              | 57        |
| 영국 싱글 (오피셜 차트 컴퍼니)            | 23        |
| 미국 빌보드 핫 100                        | 52        |
| 미국 어덜트 컨템포러리 (《빌보드》)       | 11        |
| 미국 어덜트 탑 40 (《빌보드》)            | 18        |
| 미국 팝 송 (《빌보드》)                   | 21        |

| 차트 (2025)                | 최고 순위 |
| -------------------------- | --------- |
| CIS Airplay (TopHit)       | 31        |
| Estonia Airplay (TopHit)   | 64        |
| Lithuania Airplay (TopHit) | 21        |
| Romania Airplay (TopHit)   | 33        |

## 발매 역사
| 지역     | 날짜           | 포맷                     | 레이블        | 각주   |
| -------- | -------------- | ------------------------ | ------------- | ------ |
| 다양     | April 3, 2025  | 디지털 다운로드 스트리밍 | 컬럼비아      | [ 7 ]  |
| 이탈리아 | 2025년 4월 4일 | 라디오 에어플레이        | 소니 이탈리아 | [ 58 ] |
| 미국     | 2025년 4월 4일 | 컨템포러리 히트 라디오   | 컬럼비아      | [ 59 ] |